# هنري إدوارد سيرز
هنري إدوارد سيرز (بالإنجليزية: Henry Edward Sears)‏ هو لاعب رماية أمريكي، ولد في 11 مايو 1870 في بوسطن في الولايات المتحدة، وتوفي في 19 أكتوبر 1920 في بيفرلي في الولايات المتحدة.

## وصلات خارجية
- هنري إدوارد سيرز على موقع الاتحاد الدولي (الإنجليزية)
- هنري إدوارد سيرز على موقع أوليمبيديا (الإنجليزية)